# 中东欧绿色左翼联盟
中东欧绿色左翼联盟（英語：Central-Eastern European Green Left Alliance，缩写为CEEGLA）是中东欧的一个区域性政党组织，由左翼政党和绿色政党组成。该组织于 2024年1月12日在波兰华沙正式成立。

## 成员
- 捷克 未来
- 匈牙利 火花运动
- 立陶宛 一起.左翼联盟
- 波蘭 一起党
- 羅馬尼亞 民主和团结党
- 乌克兰 社会运动